# Andisleben
Andisleben là một đô thị thuộc huyện Sömmerda trong bang Thüringen, nước Đức. Đô thị này có diện tích 6,81 km², dân số thời điểm 31 tháng 12 năm 2006 là 636 người.